# صفي الرحمن المباركفوري
صفي الرحمن المباركفوري (4 يونيو 1943 - 1 ديسمبر 2006)، هو صفي الرحمن بن عبد الله بن محمد أكبر بن محمد علي بن عبد المؤمن بن فقير الله المباركفوري الأعظمي. أحد علماء الحديث في الهند. تميز بعلمه الغزير وتواضعه الجم، وقد شارك في ندوات ومحاضرات في مختلف أرجاء الهند وفي الولايات المتحدة والمملكة العربية السعودية وكثير من الدول الأخرى. عمل بالجامعة الإسلامية بالمدينة المنورة لمدة عشر سنوات ابتداءً من عام 1988. عمل على تأليف العديد من الكتب القيمة باللغتين العربية والآردية وأشهرها الرحيق المختوم.

## حياته
ولد صفي الرحمن المباركفوري في 4 يونيو 1943 بقرية من ضواحي مباركفور وتعرف الآن بقرية حسين آباد في منطقة أعظم كره من ولاية أتر برديش بالهند. يرجع نسب المباركفوري إلى الأنصار، ويزعمون أن نسل الأنصار في الهند يرجع إلى الصحابي أبي أيوب الأنصاري. التحق بمدرسة دار التعليم في مباركفور سنة 1948 م، وأمضى فيها 6 سنوات في دراسة المرحلة الابتدائية. التحق المباركفوري في عام 1954 بمدرسة إحياء العلوم بمدينة مباركفور لمدة خمس سنوات هي مدة الدراسة بالمدرسة. تلقى المباركفوري في المدرسة العلوم الشرعية وعلوم التفسير والفقه. تخرج المباركفوري من المدرسة بتقدير امتياز في عام 1961.

## المناصب التي تولاها المباركفوري
- مدرس بالجامعة السلفية - بالجامعة السلفية، بنارس (الهند).
- رئيس جمعية أهل الحديث -المركزية - الهند.
- باحث بمركز خدمة السنة والسيرة النبوية - الجامعة الإسلامية - المدينة المنورة.
- مشرفا على قسم البحث والتحقيق العلمي بمكتبة دار السلام - الرياض.
- رئيس تحرير مجلة محدث الشهرية الصادرة باللغة الأردية - الهند.

## مؤلفاته
له عدة مؤلفات هي:
- باللغة العربية:
  - الرحيق المختوم في السيرة النبوية وقد تمت ترجمته إلى خمس عشرة لغة مختلفة.
  - المصباح المنير في تهذيب تفسير ابن كثير.
  - روضة الأنوار في سيرة النبي المختار.
  - منة المنعم في شرح صحيح مسلم.
  - وإنك لعلى خلق عظيم.
  - إبراز الحق والصواب في مسألة السفور والحجاب.
  - إتحاف الكرام في شرح بلوغ المرام.
  - بهجة النظر في مصطلح أهل الأثر.
  - الأحزاب السياسية في الإسلام.
  - الفرقة الناجية خصائصها وميزاتها.
  - البشارات بمحمد صلى الله عليه وسلم في كتب الهند والبوذيين.
- باللغة الأردية:
  - علامات النبوة.نعم
  - سيرة شيخ الإسلام محمد بن عبد الوهاب.
  - لماذا إنكار حجية الحديث؟.
  - الإسلام وعدم العنف.

## وفاته
توفي الشيخ عقب صلاة جمعة العاشر من ذي القعدة سنة 1427 هـ الموافق 1 ديسمبر سنة 2006 م، في موطنه ( مباركفور أعظم كر ) – بالهند، بعد مرض ألَمَّ به .